# Cheoyongmu
Cheoyongmu ( hangul: 처용무  ) é uma dança coreana com máscaras baseada na lenda de Cheoyong (처용, 處容), um filho do Rei Dragão do Mar do Japão . É também a mais antiga dança da corte coreana criada durante o período Silla Unificado que existe aos dias de hoje . Cheoyongmu também foi considerada uma dança xamânica porque era realizada para afastar espíritos malignos no final do ano.
Os movimentos do dançarino realizam-se majestosa e vigorosamente. Também depende do estilo e do ritmo da música, que é pontuada por várias recitações de canções líricas. A dança é sempre executada por cinco dançarinos, e os seus trajes e máscaras são dignos de destaque.
Está inscrito na Lista do Patrimônio Cultural Imaterial da UNESCO desde 2009 e listado como Propriedade Cultural Imaterial da Coreia do Sul desde 1971.